# Glest
Glest est un jeu de stratégie en temps réel distribué sous GNU GPL. Il a été développé par une équipe basée en Espagne. Le projet a pour but de créer un jeu de stratégie en 3D complètement personnalisable. Des outils sont ainsi disponibles pour éditer les niveaux, faciliter la création de nouveaux personnages ou traduire le jeu dans d'autres langues. Le développement s'est arrêté en 2009, le fork MegaGlest (en) continue d'avancer avec la version 3.13.0 sortie en mars 2017.

## Système de jeu
Glest reprend le gameplay classique d'un jeu de stratégie en temps réel. Au cours d'une période évoquant le Moyen Âge, deux clans à la philosophie et au mode de vie différents s'affrontent : celui des magiciens et celui des techniciens.
La macro-gestion repose ici sur la collecte de ressources (or, bois, pierre), la création de nouvelles unités, la création de nourriture ou de sources magiques permettant d'accueillir un plus grand nombre d'unités, la construction et l'amélioration des bâtiments.
Le jeu peut être joué seul ou en multijoueur sur des liens serveurs depuis la sortie de la version 3.1.0.